# Stazione di Sesto Calende
La stazione di Sesto Calende è una stazione ferroviaria posta all'incrocio delle linee Domodossola-Milano e Novara-Pino, a servizio dell'omonima città.

## Storia
La stazione venne attivata il 24 luglio 1865 come capolinea provvisorio della tratta da Gallarate della ferrovia Rho-Arona; la linea fu completata l'8 settembre 1868.
Il 4 dicembre 1882, con l'attivazione della ferrovia Novara-Pino, divenne stazione di incrocio.

## Strutture e impianti
È presente il fabbricato viaggiatori in classico stile ferroviario.
Il primo piazzale serve la Domodossola–Milano, ed è composto da quattro binari, di cui tre serviti da banchine (uno, due e tre):
- il primo binario è di corretto tracciato e serve i treni regionali in direzione di Domodossola;
- il secondo binario è di corretto tracciato e serve i treni regionali in direzione di Milano;
- il terzo binario è di deviata, e viene utilizzato per i treni in entrambe le direzioni, nei casi di ritardi o guasti ai treni;
- il quarto binario è di deviata.

Il secondo piazzale serve la Luino-Novara, ed è composto da tre binari (quinto, sesto e settimo):
- il quinto binario è di corretto tracciato;
- il sesto binario è di deviata;
- il settimo binario è di deviata.

I due piazzali sono collegati all'estremità nord da una bretella di raccordo (questo binario viene chiamato Binario 8), che consente ai treni merci provenienti dal Gottardo (via Pino) di proseguire verso Gallarate e Milano senza invertire la marcia; i lavori per la costruzione di tale bretella si sono conclusi con l'attivazione, nel 2006.

## Movimento
La stazione è servita dai treni regionali (R) di Trenitalia sul percorso Milano-Domodossola, dai treni regionali (R) di Trenord sul percorso Milano-Gallarate-Arona, e dai treni regio express (RE) di Trenord sul percorso Milano-Domodossola, che effettuano fermata solo nelle stazioni principali.
Fino al 13 dicembre 2013 la stazione era servita da due coppie di treni regionali di Trenitalia sul percorso (FS) Novara-Laveno e da una coppia di treni regionali, sempre effettuali da Trenitalia, sul percorso (FS) Novara-Sesto Calende.
In seguito a quella data, è stato istituito dalla società lombarda Trenord, limitatamente alla tratta Sesto Calende-Laveno, un servizio di autobus sostitutivi, attivo solo nei giorni lavorativi

## Servizi
È gestita da Rete Ferroviaria Italiana che ai fini commerciali classifica l'impianto in categoria Silver , dispone di:
- Sala d'attesa
- Biglietteria self-service
- Parcheggio
- Sottopassaggio